# Pribišići
Pribišići (cyr. Прибишићи) – wieś w Bośni i Hercegowinie, w Republice Serbskiej, w gminie Rudo. W 2013 roku liczyła 4 mieszkańców.